# يونيس ر. موراي
يونيس ر. موراي (بالإنجليزية: Eunice Murray)‏ هي كاتِبة أمريكية، ولدت في 3 مارس 1902 في شيكاغو في الولايات المتحدة، وتوفيت في 5 مارس 1994 في توسان في الولايات المتحدة.

## وصلات خارجية
- يونيس ر. موراي على موقع IMDb (الإنجليزية)